# Geranium procurrens
Geranium procurrens (лат.) — вид многолетних, травянистых растений рода Герань (Geranium) семейства Гераниевые (Geraniaceae).

## Распространение и экология
Гималаи. Бутан,  Индия (Аруначал-Прадеш, Ассам, Сикким, Уттар-Прадеш), Непал.
На высотах 2100—3500 метров над уровнем моря.

## Ботаническое описание
Корневищное растение с розеткой опушённых листьев.
Соцветия щитовидные.
Цветки тёмно-розово-фиолетовые с тёмными жилками и чёрным центром. Лепестки не перекрываются.
Цветение в августе—октябре.

## Сорта и гибриды
- 'Ann Folkard' =(Geranium procurrens × Geranium psilostemon)[3]. Высота растения 30—45 см, ширина 60—120 см. Лепестки фиолетово-розовые с чёрным центром. Отличается продолжительным цветением. Семян не завязывает. Зона зимостойкости (USDA-зоны): 5a—8b[4].
- 'Salome'  =(Geranium procurrens × Geranium lambertii). Высота растений 30—45 см. Лепестки фиолетово-розовые с чёрным центром. Зона зимостойкости (USDA-зоны): 8a—10b[5].